# Echipa națională de fotbal a statului Monaco
Echipa națională de fotbal a statului Monaco este echipa care reprezintă Monaco în fotbal. Echipa este condusă de Federația Monegască de Fotbal, organul conducător al fotbalului din Monaco. Monaco nu este membră a FIFA, și prin urmare nu participă la nici o competiție internațională. Monaco a fost unul din membrii fondatori ai N.F.-Board în 2003, și a terminat pe poziția secundă ediția inugurală a VIVA World Cup din 2006. Totuși, din motive politice, Monaco nu a putut organiza ediția din 2010 a campionatului.
Din 2001, Monaco a disputat 27 de meciuri, câștigând 8 meciuri, remizând de 6 ori, și pierzând 13 din ele. Echipa a evoluat contra cluburilor locale, a naționalelor statelor nerecunoscute, ș.a. În prezent Monaco este antrenată de Thierry Petit, și evoluează în Stade des Moneghetti în Cap-d'Ail, Franța. Conform Elo Ratings, Monaco este pe poziția 216 în lume.
Din lotul echipei doar 5 fotbaliști au experiență la nivel profesionist.

## Rezultate internaționale
| Data                                                    | Stadion                           | Adversar     | Scor(1) | Competiția                                    | Ref    |
| ------------------------------------------------------- | --------------------------------- | ------------ | ------- | --------------------------------------------- | ------ |
| 10 May 2014                                             | Roma, Italia (A)                  | Vatican      | ‍        | Meci amical                                   | [ 5 ]  |
| 6 April 2014                                            | Douglas, Insula Man               | Ellan Vannin |         | Meci amical                                   | [ 6 ]  |
| 22 June 2013                                            | Cap-d'Ail, Franța (H)             | Vatican      | 2–0     | Meci amical                                   | [ 7 ]  |
| 6 October 2012                                          | Cap-d'Ail, Franța (H)             | Raetia       | 1–2     | Meci amical                                   | [ 8 ]  |
| 13 February 2013                                        | Saint-Zacharie, Franța (A)        | Provence     | 1–6     | Meci amical                                   | [ 9 ]  |
| 7 May 2011                                              | Roma, Italia (A)                  | Vatican      | 2–1     | Meci amical                                   | [ 10 ] |
| 3 April 2010                                            | Saint-Dalmas-de-Tende, Franța (A) | Occitania    | 1–5     | Meci amical                                   | [ 11 ] |
| 20 December 2008                                        | Cap-d'Ail, Franța (H)             | Provence     | 2–3     | Meci amical                                   | [ 12 ] |
| 8 November 2008                                         | Caraglio, Italia (A)              | Occitania    | 2–2     | Meci amical                                   | [ 13 ] |
| 24 November 2006                                        | Hyères, Franța (N)                | Sápmi        | 1–21    | Finala Cupei Mondială Viva 2006               | [ 14 ] |
| 23 November 2006                                        | Hyères, Franța (N)                | Sápmi        | 0–14    | Preliminariile pentru Cupa Mondială Viva 2006 | [ 14 ] |
| 21 November 2006                                        | Hyères, Franța (N)                | Occitania    | 3–2     | Preliminariile pentru Cupa Mondială Viva 2006 | [ 14 ] |
| 22 April 2006                                           | Cap-d'Ail, Franța (H)             | Kosovo       | 1–7     | Meci amical                                   | [ 15 ] |
| 17 December 2005                                        | Cap-d'Ail, Franța (H)             | Occitania    | 2–1     | Meci amical                                   | [ 16 ] |
| 27 May 2005                                             | Westside, Gibraltar (A)           | Gibraltar    | 0–4     | Meci amical                                   | [ 17 ] |
| 17 December 2005                                        | Cap-d'Ail, Franța (H)             | Occitania    | 1–1     | Meci amical                                   | [ 18 ] |
| 12 February 2005                                        | Béziers, Franța (A)               | Occitania    | 0–0     | Meci amical                                   | [ 19 ] |
| 23 November 2002                                        | Roma, Italia (A)                  | Vatican      | 0–0     | Meci amical                                   | [ 20 ] |
| 18 February 2002                                        | Cap-d'Ail, Franța (H)             | Gibraltar    | 2–2     | Meci amical                                   | [ 21 ] |
| 14 July 2001                                            | Freiburg, Germania (N)            | Tibet        | 2–1     | Meci amical                                   | [ 22 ] |
| (1) In the Score column, Monaco's score is shown first. |                                   |              |         |                                               |        |